# Christian Rantzau (1684-1771)
 For alternative betydninger, se Christian Rantzau. (Se også artikler, som begynder med Christian Rantzau)
Christian lengsgreve Rantzau (født 23. januar 1684 i København, død 16. april 1771 på Brahesborg) var en dansk greve, senere lensgreve, vicestatholder og stiftamtmand. Han var desuden en af sin samtids største jordgodsejere. Rantzau var bror til Frederik Rantzau og Sophie Hedevig Rantzau og far til officeren Frederik Rantzau og amtmændene Carl Adolph Rantzau, Christian Rantzau og Otto Manderup Rantzau.

## Opvækst og ungdom
Christian Rantzau var søn af grev Otto Rantzau til Asdal (død 1719), han fødtes i København og fik utvivlsomt en meget omhyggelig uddannelse. 1702 immatrikuleredes han ved Ridderakademiet i København og tilbragte siden vistnok flere år i udlandet.
Efter sin hjemkomst blev han i en ung alder kammerherre og trådte snart i statens tjeneste; en rejse, han gjorde 1709 til England, synes han at have foretaget i kongens ærinde, og omkring 1711 blev han deputeret i Søetatens Generalkommissariat, hvor han virkede i 10 år; allerede 1714 fik han det hvide bånd. Men den forunderlige uvilje, som Frederik 4. nærede mod den gamle adel, gik også ud over Rantzau, der 1721 blev afskediget fra sit embede, ikke uden medvirkning af admiral Christian Carl Gabel, mente samtiden. Ikke desto mindre fik han sæde i den kommission, som kongen 1726 nedsatte til undersøgelse af forholdene ved marinen under Gabels styrelse, og at det ikke, efter at kommissionens indholdsrige betænkning forelå, gik ud over Gabel, antog man, skyldtes Rantzau, der ved at holde sin hånd over ham, gengældte ondt med godt. Uagtet han ellers var uden offentlig bestilling i Frederik IV's sidste år, hædredes Rantzau i 1729 med gehejmeråds titel.
I disse år var Rantzaus private forhold undergåede væsentlige forandringer. 30. november 1716 havde han ægtet oberst Manderup Dues enke, Charlotte Amalie, født Gjøe (født 11. februar 1689), der bragte ham Brahesborg og Barløsegård samt de Dueske godser Krastrup og Gundersted i Jylland, hvilke sidste Rantzau solgte 1756. Efter sin hustrus død på Brahesborg 31. juli 1724 giftede Rantzau sig 10. maj 1726 med Eleonore Hedevig von Plessen (født 15. december 1708, Dame de l’union parfaite i 1750), datter af gehejmeråd Christian Ludvig von Plessen, der 1740 overdrog ham Odden og Stensbæk godser i Jylland, hvilke han dog 1743 igen afhændede.
Endelig arvede Rantzau efter sin fader og sin ugifte ældre broder generalmajor Frederik Rantzau (død 1726) de jyske godser Rosenvold, Asdal, det halve Hammelmose og Voldbjerg, og ved broderens død tilfaldt familiens grevetitel Rantzau, der hidtil kun havde været baron. I løbet af 10 år var Rantzau blevet en af landets største jordegodsejere; det kan her tilføjes, at han lejlighedsvis forøgede sit gods med bekvemt liggende gårde; 1756 købte han således Skovgaarde og 1770 Krengerup (nu Frederikslund), begge på Fyn.

## Vicestatholder i Norge
Næppe var Christian VI kommet på tronen, før Rantzau på ny kaldtes til statens tjeneste, i det han 1730 udnævntes til præses i Land- og Søetatens Generalkommissariat med titel af gehejmekonferensråd; allerede året efter fik han Elefantordenen.
Men knap et år havde han ledet denne vigtige gren af administrationen, før kongen betroede ham det høje embede som vicestatholder i Norge. I denne stilling forstod han at vinde popularitet hos nordmændene, i det han gav enhver, hvad ham tilkom, og holdt "et artigt jus og åbent taffel"; men man fandt, at hans virksomhed sporedes for lidt, og det faktum, at han jævnlig og længe opholdt sig på Brahesborg i stedet for på sin smukke gård i Christiania, tyder unægtelig ikke på stor energi hos ham i opfyldelsen af sine embedspligter.
Under kongens rejse i Norge 1733 spillede Rantzau i medfør af sin stilling en stor rolle; han ledsagede hoffet på rejsen landværts til Trondheim og søværts tilbage på sit eget skib; kongen spiste hos ham og forærede grevinden, om hvem bordmændene fortalte, at hun satte pris på at lade sig kalde "vice-Reine de Norvége, en tabatiére" med en guldring i. Men kongen yndede ikke Rantzau, og i sine private breve lader han efterhånden sin uvilje mod ham tydeligere fremskinne; allerede 1735 udtaler han som sin hensigt at skille sig af med Rantzau, og 1739 gjorde han alvor af det, i det han ophævede statholderposten og dimitterede Rantzau med en stor pension. "De Tjenester, han hidtil har ydet os, have været meget slette, ja han hindrer vor Tjeneste mere, end han befordrer den", skriver kongen i den anledning til Johan Sigismund Schulin.
Grunden til kongens misstemning må vistnok nærmest søges i, at han mente Rantzau for nøje forbunden med brødrene Plessen – den ene var jo hans svigerfader –, hvilke han stedse opfattede som sine modstandere. Det kan vel også være, at Rantzaus alt andet end pietistiske tænkemåde har stødt kongen. Men publikum havde det indtryk, at Rantzau på en fornærmende måde var blevet fjernet fra sit embede.

## Stiftamtmand i Fyn
Imidlertid var Rantzau ikke længe ledig; efter 1½ års forløb fulgte han 1740 Christian Sehested som stiftamtmand i Fyn og amtmand over Odense med flere amter. I 20 år styrede han sine amter, vistnok med jævn dygtighed; orden og akkuratesse i forretningerne, retfærdighed mod alle og strenghed mod efterladende embedsmænd kendetegne hans administration. I Odense boede han på St. Knuds Kloster, som han købte 1744, og her modtog han 2 gange Frederik V's besøg; det ene (1747) skaffede ham rang med gehejmeråderne i konseillet. I det hele faldt han mere i denne konges smag end i hans forgængers, og 1749 var han i den kongelige suite på Norgesrejsen. For øvrigt tiltrak Brahesborg Rantzau mest, og her opholdt han sig så hyppig, det lod sig gøre.

## Sidste år
Da han 1760 som 76-årig olding tog sin afsked fra stiftamtmandsembedet, tog han fast bopæl på dette skønne sted, som han elskede frem for alle sine andre ejendomme og derfor ofrede meget på; Jørgen Brahes gamle, massive hovedbygning moderniserede han efter tidens smag, bl.a. ved at nedbryde dens 3 kobbertækte tårne. Af Rosenvold, Asdal og det halve Hammelmose havde han 1756 oprettet det såkaldte Rantzaus grevelige præcipuum med omkring 1300 tønder hartkorn. Den halve snes år, Rantzau endnu levede, var i mere end en henseende tung for ham; af sine 4 sønner havde han tidligere mistet en, nu bortkaldtes de 2 ældste, af hvilke den ene efterlod sig en 2-årig søn; 31. maj 1770 døde hans hustru.
Dertil kom, at Rantzau i sin høje alderdom henfaldt i et slags vanvid, der forledte ham til sådanne ting som at tilintetgøre en mængde historiske dokumenter, han tidligere med omhu havde samlet, og deriblandt nogle klosterarkiver, han havde ført med sig fra Norge. At det under disse forhold gik ud over hans godser, er forståeligt, og nogle år senere omtales det, hvor yderlig brøstfældig og slet alle de grevelige stamgodsers, bygningers, kirkers, broers og møllers tilstand var ved hans død.

## Ynder af videnskaberne
Når Rantzaus navn endnu er omgivet af en egen glans, skyldes det hverken hans byrd, hans rigdom eller hans embeder; en ringere begavet person end han ville, udrustet med de samme ydre fordele, have kunnet nået det selv samme. Det, der vil bevare hans navn i historien, er hans åndelige egenskaber. Rantzau var besjælet af en levende videnskabelig interesse og havde selv tilegnet sig ualmindelige kundskaber eller, hvad man i gamle dage kaldte erudition; han var så stor en elsker af videnskaberne, at han efter en samtidigs fortælling endog på jagten beskæftigede sig med dem.
Rantzau var stærkt optaget af den franske filosof Pierre Bayle. Ifølge den franske forfatter Laurent Angliviel de la Beaumelle, som i mange år opholdt sig i Danmark, talte Rantzau uophørligt om denne filosof hver gang Beaumelle mødtes med ham. Med danske lærde som Hans Gram og Christian Falster stod han i levende brevveksling, i omgangen med sådanne mænd, der glimrede ved intelligens, kundskaber og dannelse, søgte han sin glæde, og af den anseelse, han nød i disses kreds, har man, men næppe med tilstrækkelig grund, sluttet, at han kunne være den "vir perillustris", til hvem Ludvig Holberg har skrevet sine selvbiografiske breve.
Med denne sin jævnaldrende har Rantzau ret tidlig stået i nogen forbindelse, om hvis nærmere beskaffenhed dog nu intet vides. Sikkert er det, at Rantzau forstod at vurdere Holbergs værker; han kunne nyde Peder Paars og var med sit livlige temperament selv oplagt både til munterhed og kritik. At han var en ven af den danske skueplads, har vi det bedste bevis på deri, at han var den, til hvem skuespillerne i 1731 henvendte sig om bistand i deres ved Københavns brand 1728 og tronskiftet 1730 foranledigede fortvivlede situation. Også Ambrosius Stub har utvivlsomt haft en velynder i Rantzau, der både forstod at glæde sig ved hans digte og belønne digteren for hans vers.
Rantzau ejede et stort bibliotek, og af sin rigdom betænkte han såvel katedralskolen i Christiania som gymnasiet i Odense med boggaver. Men den største gave lod han tilflyde Universitetsbiblioteket, da han inden sin afrejse til Norge 1731 skænkede det en kostelig samling af vigtige håndskrevne kilder til Danmarks middelalders historie, hvoriblandt Calendarium Nestvediense, Exordium Caræ Insulæ og Codex Esromensis, en skat, der med en vis sandsynlighed for største delen kan føres tilbage til Arild Huitfeldt, hvis søstersøn Christopher Ulfelds sønnesøns enke og arving, Sophie Amalie Krag, i sit 2. ægteskab var moder til Rantzau.
Han er begravet i Gamtofte Kirke. Der findes et portrætmaleri, efter angivelse af Jens Juel, på Store Frederikslund. Malerier på Vidskøfle og Rosenvold. Miniature, forhen på Hvedholm.